# 阿米·贝拉
阿米·贝拉（英語：Amerish Babulal "Ami" Bera，1965年3月2日—），美国医生，是印度裔美國人，民主党政治家，生于加利福尼亚州洛杉矶，毕业于加利福尼亞大學爾灣分校，2013年起任美国联邦众议员，代表加利福尼亚州第七国会选区，现为美国众议院外交委员会成员。

## 政治立场
2021年3月11日，中国政府实施了《全国人民代表大会关于完善香港特别行政区选举制度的决定》，阿米·贝拉在社交媒体发表了声明，譴責北京對香港選舉制度的提議修改，國會將繼續發聲支持自由、民主和正義的香港人